# Light This City
A Light This City amerikai melodikus death metal együttes. 2002-ben alakultak San Franciscóban. Első, The Hero Cycle című nagylemezüket 2003-ban adták ki. Lemezeiket a Creator-Destructhor Records, Reflections of Ruin, Prosthetic Records kiadók jelentetik meg. 2008-ban feloszlott a zenekar, 2010-ben és 2015-ben újból összeálltak, 2017 óta megint aktívak. 2018 májusában új stúdióalbumot jelentettek meg, amely a "Terminal Bloom" címet viseli.

## Tagok
- Laura Nichol - éneklés (2002-2008, 2010, 2015, 2017-)
- Ben Murray - dobok (2002-2008, 2010, 2015, 2017-), gitár (2003-2005)
- Steve Hoffman - gitár (2005-2007, 2010, 2015, 2017-)
- Ryan Hansen - gitár (2007-2008, 2010, 2015, 2017-)
- Jon Frost - basszusgitár (2007-2008, 2010, 2015, 2017-)

## Diszkográfia
- The Hero Cycle (2003)
- Remains of the Gods (2005)
- Facing the Thousand (2006)
- Stormchaser (2008)
- Terminal Bloom (2018)